# Crawford Township (Coshocton County, Ohio)
Crawford Township ist eines von 22 Townships des Coshocton Countys im US-Bundesstaat Ohio. Nach der Volkszählung im Jahr 2000 waren hier 1594 Einwohner registriert.

## Geografie
Crawford Township liegt im äußersten Nordosten des Coshocton Countys im mittleren Osten von Ohio und grenzt im Uhrzeigersinn an die Townships: Clark Township im Holmes County, Bucks Township im Tuscarawas County, Adams Township, White Eyes Township, Keene Township, Mill Creek Township und Mechanic Township (Holmes County).

## Verwaltung
Das Township wird durch ein Board of Trustees, bestehend aus drei gewählten Mitgliedern, verwaltet. Zwei Personen werden jeweils im Jahr nach der Präsidentschaftswahl gewählt und eine jeweils im Jahr davor. Die Amtszeit dauert in der Regel vier Jahre und beginnt jeweils am 1. Januar. Daneben gibt es noch einen Township Clerk (zuständig für Finanzen und Budget), der ebenfalls im Jahr vor der Präsidentschaftswahl auf eine vierjährige Amtszeit gewählt wird. Dessen Amtszeit beginnt jeweils am 1. April.